# Sabiha Çimen
Sabiha Çimen est une photographe turque née en 1986 à Istanbul, en Turquie. Elle est récompensée en 2020 par un World Press Photo.

## Biographie
Photographe autodidacte, Sabiha Çimen naît en 1986 à Istanbul. En 2015, elle obtient un diplôme de premier cycle en commerce international et finance et une maîtrise en études culturelles à l’
Université Bilgi d’Istanbul. Sa thèse de maîtrise qui comprend son reportage photo intitulé « La Turquie en tant que pays simulé », a été publiée par Cambridge Scholars Publishing en 2019.
Sabiha Çimen travaille sur son projet intitulé « Hafizas, les gardiennes du Coran » depuis 2017, voyageant dans cinq villes de Turquie. Elle a réalisé quatre-vingt-dix-neuf portraits en moyen format argentique, ce qui lui a permis de participer à la Joop Swart Masterclass, organisée par la World Press Photo Foundation en 2018 et d’obtenir le 3e prix de la bourse des femmes photographes du PH Museum.
Elle obtient en 2020 un World Press Photo ainsi que le Prix Canon de la femme photojournaliste pour sa série « Hafizas, les gardiennes du Coran ».
En juillet 2020, la prestigieuse agence Magnum Photos l’invite à rejoindre son équipe en la nommant pour une période d’essai de deux ans,.

## Publication
- Turkey as a Simulated Country, Cambridge Scholars Publishing, 2019,  (ISBN 978-1-5275-1821-6)

## Prix et récompenses
- 2018 : 3e prix de la bourse des femmes photographes du PH Museum[3].
- 2020 : World Press photo “Long-Term Projects, Stories ”, 2e prix pour « Hafizas, les gardiennes du Coran »[1].
- 2020 : Prix Canon de la femme photojournaliste pour « Hafizas, les gardiennes du Coran »[4].
- 2020 : Prix W. Eugene Smith pour « Hafizas, les gardiennes du Coran »[7]